# Luis Gabriel Portillo
Luis Gabriel Portillo Pérez (Gimialcón, Ávila, 1907- Londres, 1993) fue un político, profesor y escritor español.

## Biografía
Nació el 18 de marzo de 1907 en Gimialcón (Ávila), siendo el hijo primogénito entre diez de Justino Portillo, médico, y su esposa Ana María Pérez. La familia se estableció en 1909 en Madrigal de las Altas Torres, también en la provincia de Ávila.
Realizó sus estudios en Salamanca y Madrid. Desde 1934 fue profesor de Derecho Civil en la Universidad de Salamanca, amigo de Miguel de Unamuno y viceministro de Justicia bajo la República.
Durante la Guerra Civil permaneció al servicio del gobierno de la República, hasta que tras la derrota de 1939 tomó el camino del exilio. Es así como pasa a Inglaterra, donde contó con la ayuda de un diputado laborista. Allí trabajó en una colonia de niños evacuados desde España. El resto de su vida transcurrió en Inglaterra, donde en 1941 contrajo matrimonio con la escocesa Cora Blyth (1919-2014), con la que tuvo cinco hijos, entre ellos el periodista y político británico Michael Portillo. A lo largo de los años trabajó como redactor y traductor para medios de la prensa. Paralelamente desarrolló una obra poética. Son suyos estos versos:
Cuando en su propia sangre redimida / España otra vez libre resucite / No encontrará a su alcance otro desquite / que ahogar odio en piedad, y muerte en vida.
El historiador Severiano Delgado, bibliotecario de la Facultad de Derecho de la Universidad de Salamanca, sostiene en Arqueología de un mito que Luis es el inventor de las famosas frases: «¡muera la inteligencia!» y «venceréis, pero no convenceréis», atribuidas a Millán Astray y Unamuno, respectivamente. Dichas frases forman parte del relato de aquella reunión, celebrada el 12 de octubre de 1936 en el Paraninfo de la Universidad de Salamanca, que él publicó en la revista británica Horizons en 1941. En opinión del historiador, dado que Luis no estuvo presente en aquella reunión, el relato publicado «se trató de una recreación literaria sin intención de descripción histórica». Es decir, que Luis Portillo lo único que hizo fue «relatar un enfrentamiento literario entre el bien, que representaba el demócrata Unamuno, y el mal, representado por el autoritario Millán Astray».
El 23 de junio de 1977, a los 40 años de su exilio y destitución y casi dos años después de la muerte de Francisco Franco, fue rehabilitado en su puesto de docente universitario.
Fue cofundador en Londres del Partido Izquierda Republicana. Fue nombrado en 1972 jefe de la Delegación Diplomática Oficial del Gobierno de la República Española en el Exilio en Inglaterra.

## Reconocimientos
- 2019 Abulenses en la Universidad de Salamanca. Análisis de la figura de Luis Gabriel Portillo con la participación de su hijo Michael Portillo entre otros.[1]